# Medicinska nega
Medicinska nega je profesija unutar sektora zdravstvene zaštite sa fokusom na brizi o pojedincima, familijama, i zajednicama tako da mogu ostvariti, održavati ili oporavljati optimalno zdravlje i kvalitet života. Oni takođe preuzimaju vitalne uloge u obrazovanju, procenjujući situacije, kao podršku. Medicinske sestre se mogu razlikovati od ostalih pružalaca zdravstvene nege prema pristupu nezi pacijenata, obuci i obimu prakse. Medicinske sestre deluju u mnogim specijalnostima sa različitim nivoima ovlašćenja za propisivanje. Medicinske sestre čine najveću komponentu većine zdravstvenih sredina; ali postoje dokazi o međunarodnom nedostatku kvalifikovanih medicinskih sestara. Mnoge medicinske sestre pružaju negu u okviru zahteva lekara, i ova tradicionalna uloga oblikovala je javni imidž medicinskih sestara kao pružalaca nege. Međutim, u većini jurisdikcija medicinskim sestrama je dozvoljeno da samostalno praktikuju u raznim okruženjima. Nakon Drugog svetskog rata obrazovanje medicinskih sestara prošlo je kroz proces diverzifikacije ka naprednim i specijalizovanim kvalifikacijama, a mnogi tradicionalni propisi i uloge pružaoca usluga se menjaju.
Sestre razvijaju plan nege, sarađujući sa lekarima, terapeutima, pacijentom, porodicom pacijenta i drugim članovima tima koji se fokusira na lečenje bolesti radi poboljšanja kvaliteta života. U Sjedinjenim Državama i Velikoj Britaniji više medicinske sestre, poput kliničkih i specijalizovanih medicinskih sestara, dijagnoziraju zdravstvene probleme i propisuju lekove i druge terapije, zavisno od propisa date države. Medicinske sestre mogu pomoći u koordinaciji nege pacijenata koju vrše drugi članovi multidisciplinarnog zdravstvenog tima kao što su terapeuti, lekari i dijetetičari. Medicinske sestre međuzavisno pružaju negu, na primer sa lekarima, i nezavisno kao medicinske sestre.

## Istorija

### Tradicionalno
Istoričari zdravstvene nege suočavaju se sa izazovom utvrđivanja da li je briga koja se pružala bolesnim ili povređenima u antici bila medicinska nega. Na primer, u petom veku pne, Hipokratova zbirka opisuje kvalifikovanu negu i posmatranje pacijenata od strane muških „pomoćnika”, koji su možda bili rana medicinska braća. Oko 600. godine p. n. e. u Indiji, u delu Sušruta Samhita, u knjizi 3, poglavlju V se govori o ulozi medicinske sestre jer „različiti delovi ili članova tela kao što je pomenuto pre, uključujući i kožu, ne mogu da budu korektno opisani ako osoba nije dobro upućena u anatomiju. Stoga, svako ko želi da stekne temeljno znanje o anatomiji, mora pripremiti mrtvo telo i pažljivo ga proučavati, secirajući ga, i pregledati njegove različite delove.”
Pre osnivanja moderne nege, pripadnici verskih redova poput monahinja i monaha često su pružali negu sličnu medicinskog nezi. Primeri postoje u hrišćanskoj, islamskoj i budističkoj tradiciji, među ostalim. Feba pomenuta u Rimljanima 16, opisana je u mnogim izvorima kao „gostujuća medicinska sestra”. Ove tradicije su imale uticaj u razvoju karaktera moderne nege. Verski koreni moderne medicinske nege i danas ostaju vidljivi u mnogim zemljama. Jedan primer je istorijska upotreba naslova „sestra”.
Tokom reformacije iz 16. veka, protestantski reformatori zatvorili su manastire i samostane, dozvoljavajući da nekoliko stotina opštinskih hospicija ostane u delovanju u severnoj Evropi. One kaluđerice koje su služile kao medicinske sestre dobijale su penzije ili im je rečeno da se udaju i ostanu kod kuće. Negovateljstvo je prešlo u ruke neiskusnog osoblja, jer su tradicionalni negovatelji, ukorenjeni u rimokatoličkoj crkvi, uklonjeni sa njihovih položaja. Sestrinska profesija pretrpela je veliko unazađivanje tokom perioda od oko 200 godina.

### 19. vek
Tokom Krimskog rata, velika kneginja Elena Pavlovna je pozvala žene da se pridruže Ordenu uzvišenja krsta (Krestodviženska obščina) za godinu službe u vojnim bolnicama. Prvi odsek od dvadeset osam „sestara“, na čelu sa Aleksandrom Petrovnom Stahovič, direktorkom Reda, otišao je na Krim početkom novembra 1854. godine.
Florens Najtingejl je postavila temelje profesionalnog sestrinstva nakon Krimskog rata. Ona je smatrala da je medicinska sestra društvena sloboda i misija za žene. Verovala je da svaka obrazovana žena može pomoći u poboljšanju nege medicinskih bolesnika.Njene Beleške o sestrinstvu (1859) postale su popularne. Najtingejlin model profesionalnog obrazovanja, po kome je osnovana jedna od prvih škola za medicinske sestre koja je povezana sa stalnom bolnicom i medicinskom školom, široko se proširio u Evropi i Severnoj Americi nakon 1870. godine. Najtingejl je takođe bila pionir grafičkog predstavljanja statističkih podataka.
Florens Najtingejl je radila na podkonceptima teorije životne sredine. Uključila je pet faktora koji su pomogli medicinskim sestrama u njihovom radu u lošim sanitarnim uslovima i sa neadekvatnim obrazovanjem. Ovi faktori su uključivali (1) svež vazduh, (2) čistu vodu, (3) ispravan drenažni sistem, (4) čistoću i (5) dobro osvetljenje ili sunčevu svetlost. Najtingejl je verovala da je čisto, radno okruženje važno u brizi o pacijentima. U 19. veku, ova teorija je bila idealna i korišćena je za pomoć pacijentima svuda unaokolo, čak i ako je neke faktore bilo teško dobiti. Najtingejl je postulirala ovu teoriju sa mogućnošću daljih promena. Ova teorija je napravljena da bi se promenilo okruženje oko pacijenta zarad poboljšanja njegovog zdravlja.

## Literatura
- Rosseter, R. (6. 8. 2012). „Media Relations/ Nursing Shortage”. American Association of Colleges of Nursing. Архивирано из оригинала 09. 08. 2017. г. Приступљено 25. 11. 2019.
- Fitzpatrick, Joyce J. (24. 8. 2011).  Fitzpatrick, Joyce J.; Kazer, Meredith, ур. Encyclopedia of Nursing Research (3rd изд.). Springer. ISBN 978-0826107503.
- Hardy, Susan; Corones, Anthony (2017). „The Nurse's Uniform as Ethopoietic Fashion”. Fashion Theory. 21 (5): 523—552. doi:10.1080/1362704X.2016.1203090.
- Longe, Jacqueline, ed. Gale Encyclopedia of Nursing and Allied Health (6 vol. 2013)
- Bullough, Vern L. and Bonnie Bullough. The Emergence of Modern Nursing (2nd ed. 1972)
- D'Antonio, Patricia. American Nursing: A History of Knowledge, Authority, and the Meaning of Work (2010), 272pp.
- Dock, Lavinia Lloyd (1920). A Short history of nursing from the earliest times to the present day.. full text online; abbreviated version of her four volume A History of Nursing vol 3 online
- Donahue, M. Patricia. Nursing, The Finest Art: An Illustrated History (3rd ed. 2010), includes over 400 illustrations; 416pp; excerpt and text search
- Fairman, Julie and Joan E. Lynaugh (2000). Critical Care Nursing: A History. University of Pennsylvania Press. ISBN 0812215362.
- Judd, Deborah (2009). A History of American Nursing: Trends and Eras. Jones & Bartlett Learning. ISBN 978-0763759513.. 272pp excerpt and text search
- Kalisch, Philip A., and Beatrice J. Kalisch.  Advance of American Nursing (3rd ed 1995) ; 4th ed 2003 is titled, American Nursing: A History
- Snodgrass, Mary Ellen (2004). Historical Encyclopedia of Nursing.. 354pp; from ancient times to the present

## Spoljašnje veze
- „Nursing”.  (на језику: енглески) (11 изд.). 1911.